# Artemisiospiza
Artemisiospiza là một chi chim trong họ Emberizidae.